# Meridiano 154 W
O meridiano 154 W é um meridiano que, partindo do Polo Norte, atravessa o Oceano Ártico, América do Norte, Oceano Pacífico, Oceano Antártico, Antártida e chega ao Polo Sul. Forma um círculo máximo com o Meridiano 26 E.
Começando no Polo Norte, o meridiano 154º Oeste tem os seguintes cruzamentos:
| País, território ou mar | Notas                                                |
| ----------------------- | ---------------------------------------------------- |
| Oceano Ártico           |                                                      |
| Mar de Beaufort         |                                                      |
| Estados Unidos          | Alasca                                               |
| Baía Kamishak           |                                                      |
| Estados Unidos          | Alasca                                               |
| Estreito de Shelikhov   |                                                      |
| Estados Unidos          | Ilha Kodiak, Alasca                                  |
| Oceano Pacífico         |                                                      |
| Estados Unidos          | Ilha Sitkinak, Alasca                                |
| Oceano Pacífico         | Passa a oeste do atol Maupihaa, Polinésia Francesa   |
| Oceano Antártico        |                                                      |
| Antártida               | Dependência de Ross, reivindicada pela Nova Zelândia |